# ال تراپیچه
ال تراپیچه (به اسپانیایی: El Trapiche) یک منطقهٔ مسکونی در آرژانتین است که در سان لوئیس (ابهام‌زدایی) واقع شده‌است.